# Lee Archambault
Lee Joseph Archambault (Oak Park, 25 augustus 1960) is een Amerikaans voormalig ruimtevaarder. Archambault zijn eerste ruimtevlucht was STS-117 met de spaceshuttle Atlantis en vond plaats op 8 juni 2007. Tijdens de missie werden zonnepanelen naar het Internationaal ruimtestation ISS gebracht.
Archambault maakte deel uit van NASA Astronautengroep 17. Deze groep van 32 ruimtevaarders begon hun training in 1998 en had als bijnaam The Penguins. 
In totaal heeft Archambault twee ruimtevluchten op zijn naam staan. In 2013 verliet hij NASA en ging hij als astronaut met pensioen. Hij werd  testpiloot bij de Sierra Nevada Corporation om de Dream Chaser te testen.